# Teesdaliopsis conferta
Teesdaliopsis conferta là một loài thực vật có hoa trong họ Cải. Loài này được (Lag.) Rothm. miêu tả khoa học đầu tiên năm 1940.